# Абдул Маджід Воріс
Абдул Маджід Воріс (англ. Abdul Majeed Waris, нар. 19 вересня 1991, Тамале) — ганський футболіст, нападник кіпрського «Анортосіса».

## Клубна кар'єра
Народився 19 вересня 1991 року в місті Тамале. Вихованець футбольної академії «Райт ту Дрім Академі». Протягом 2008—2009 років навчався в Англії у коледжі «Гартпері», за футбольну команду якого забив 36 м'ячів у 21 іграх. Завершив навчання в англійській «Найк Академі».
Зацікавивши представників тренерського штабу шведського клубу «Геккен», 2010 року уклав з цим клубом чотирирічний контракт. Відіграв за команду з Гетеборга наступні три сезони своєї ігрової кар'єри. У складі «Геккена» був одним з головних бомбардирів команди, маючи середню результативність на рівні 0,47 голу за гру першості. 2012 року став найкращим бомбардиром шведської футбольної першості.

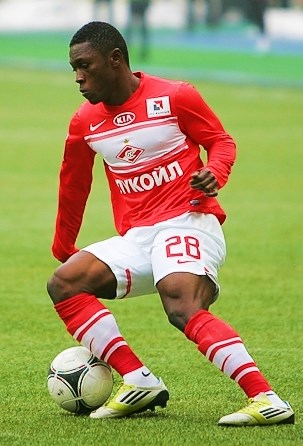
Воріс під час виступів за «Спартак». 16 березня 2013 року

У січні 2013 року перейшов до московського «Спартака». Протягом наступного року лише 11 разів виходив у його складі на поле і зміг відзначитися лише одним голом. На початку 2014 року був відданий в оренду до французького «Валансьєнна», де виступав до кінця року, після чого повернувся в «Спартак» і навіть зіграв 4 матчі в новому сезоні чемпіонату.
1 вересня 2014 року прес-служба «Спартака» оголосила про домовленості з турецьким «Трабзонспором» про перехід Воріса. 14 вересня в матчі проти «Фенербахче» він дебютував у турецькій Суперлізі. 6 листопада в поєдинку Ліги Європи проти бельгійського «Локерена» він забив свій перший гол за команду.
Влітку 2015 року Воріс перейшов у французький «Лор'ян». 16 серпня в матчі проти «Бастії» він дебютував за нову команду. 12 вересня у поєдинку проти «Анже» Абдул забив свій перший гол за «Лор'ян». Влітку 2017 понизився в класі до Ліги 2. Загалом за три з половиною роки провів за команду з Лор'яна 64 матчі в чемпіонаті та забив 22 голи.
19 січня 2018 перейшов на правах оренди до «Порту». Зігравши за половину сезону 8 матчів, влітку 2018 підписав з португальським клубом контракт. Майже одразу вирушив в оренду до французького «Нанта», за який у сезоні 2018/19 зіграв у 33 матчах чемпіонату та забив 5 голів. Повернувшись до «Порту», за першу половину сезону 2019/20 не зіграв жодної хвилини. 16 січня 2020 перейшов на правах оренди до кінця сезону до іншого французького клубу — «Страсбура».

## Виступи за збірну
2012 року дебютував в офіційних матчах у складі національної збірної Гани. Станом на 21 лютого 2020 провів у формі головної команди країни 32 матчі, забивши 4 голи.
У травні 2014 року був включений до заявки збірної для участі у фінальній частині чемпіонату світу 2014, де зіграв у двох матчах групового етапу.